# Arrondissement Dijon
Dijon is een arrondissement van het Franse departement Côte-d'Or in de regio Bourgogne-Franche-Comté. De onderprefectuur is Dijon.

## Kantons
Het arrondissement was tot 2014 samengesteld uit de volgende kantons:
- kanton Auxonne
- kanton Chenôve
- Dijon 1e kanton
- Dijon 2e kanton
- Dijon 3e kanton
- Dijon 4e kanton
- Dijon 5e kanton
- Dijon 6e kanton
- Dijon 7e kanton
- Dijon 8e kanton
- kanton Fontaine-lès-Dijon
- kanton Fontaine-Française
- kanton Genlis
- kanton Gevrey-Chambertin
- kanton Grancey-le-Château-Neuvelle
- kanton Is-sur-Tille
- kanton Mirebeau-sur-Bèze
- kanton Pontailler-sur-Saône
- kanton Saint-Seine-l'Abbaye
- kanton Selongey
- kanton Sombernon

Na de herindeling van de kantons bij decreet van 18 februari 2014, met uitwerking op 22 maart 2015, zijn dat :
- kanton Auxonne
- kanton Chenôve
- kanton Chevigny-Saint-Sauveur
- kanton Dijon-1
- kanton Dijon-2
- kanton Dijon-3
- kanton Dijon-4
- kanton Dijon-5
- Kanton Dijon-6
- kanton Fontaine-lès-Dijon
- kanton Genlis
- kanton Is-sur-Tille
- kanton Longvic
- kanton Nuits-Saint-Georges ( deel 9/34 )
- kanton Saint-Apollinaire
- kanton Talant